# Jan Zijlstra
Jan Piet Hessel Zijlstra (Hillegom, 19 september 1938 – Leiderdorp, 9 september 2021) was een Nederlandse evangelist die aan gebedsgenezing deed. Zijlstra was als evangelist verbonden aan De Levensstroom Gemeente te Leiderdorp, waar hij in 1992 oprichter en tot in maart 2010 tevens voorganger van was. In 2013 kwam het tot een breuk met De Levensstroom. Vanaf 2014 was Zijlstra verbonden aan Wings of Healing, waarbij kerkdiensten, genezingsdiensten en andere bijeenkomsten, voornamelijk in een sporthal te Warmond, werden gehouden.

## Achtergrond
Zijlstra werd geboren in een slagersfamilie en groeide op in een hervormd gezin. In 1956 kwam hij tot persoonlijk geloof in Jezus Christus. In oktober 1957 begon Zijlstra samen met zijn vrouw Herma het evangelie te prediken. Hij sloot zich in die periode aan bij de pinkstergemeente van de bekende Nederlandse evangelist Johan Maasbach. Zijlstra volgde een voorgangersopleiding en zou door de jaren heen uitgroeien tot de naaste medewerker van Maasbach.
In 1992 kwam het na ruim dertig jaar tot een breuk tussen Maasbach en Zijlstra. Volgens Zijlstra werd hij voor een keus gesteld: of zijn diensten veranderen of opstappen. Zijn gebedsgenezingsdiensten hadden een andere vorm dan die van Maasbach en hij trok steeds meer mensen. Zijlstra zei daarover in 1994: "Maasbach heeft misschien gedacht: als dat zo doorgaat krijgen ze steeds grotere meetings. Ze hebben misschien aan concurrentie gedacht." Samen met Zijlstra verlieten ook zes van de twaalf andere voorgangers de beweging. David Maasbach, zoon en opvolger van Johan Maasbach, schreef in zijn autobiografie Verlies nooit je geloof zonder namen te noemen uitgebreid over de kwestie en typeerde de breuk als een "aanval van binnenuit" op het werk van zijn vader.

## De Levensstroom

### De Levensstroom Gemeente
In 1992 begon het echtpaar Zijlstra met De Levensstroom Gemeente te Leiderdorp, waar het werk in het bijzonder gericht was op de zogeheten reddings- en genezingsdiensten, waarbij zowel de oproep tot bekering ('gered worden van zonden', volgens het christendom) als lichamelijke genezing veel aandacht kreeg. Zijlstra predikte in de gemeente dat Jezus Christus nog steeds dezelfde is en dat er nog steeds wonderen van redding en genezing gebeuren.

### Campagnes
Vanaf 1992 begon Zijlstra ook met speciale genezingsdiensten op zondagavonden. Vanaf 1992 tot en met 1997 werden er evangelisatie-, reddings- en genezingscampagnes gehouden in Suriname, de Nederlandse Antillen en Indonesië.
Sinds 1998 hield Zijlstra in Nederland en België reddings- en genezingsdiensten, waar het evangelie van reddende en genezende kracht van Jezus Christus gepredikt werd. Aanvankelijk gebeurde dit in kleinere zalen en later in grotere zalen en in sporthallen. Maar ook deze sporthallen bleken vaak te klein.

### Nieuwbouw
In november 2006 werd het nieuwe gebouw van De Levensstroom Gemeente in Leiderdorp geopend. De zaal van De Levensstroom biedt plaats aan 1.450 mensen. Het complex heeft ruim negen miljoen euro gekost. Zijlstra hield er elke eerste en tweede zondag van iedere maand reddings- en genezingsdiensten.

### Magazine Levensstroom, Wings of Healing
Zijlstra was hoofd- en eindredacteur van het fullcolourtijdschrift Levensstroom. In dit blad stonden getuigenissen van de wonderen die zouden zijn gebeurd in de reddings- en genezingsdiensten, alsmede Bijbelstudies rondom wonderen en genezingen. Na de breuk met de Levensstroom werd er in 2014 een nieuw magazine uitgebracht, Wings of Healing, waar Jan Zijlstra in 2021 nog een groot deel van de redactie verzorgde samen met onder andere Richard Zijlstra en twee andere fotografen. Het magazine verschijnt in 2021 drie keer per jaar.

### Beëindiging voorgangerschap Zijlstra
Zijlstra stopte op 28 maart 2010 als voorganger van De Levensstroom. Hij droeg dit ambt over aan Arno van der Knaap, die voorheen tweede voorganger was en al negen jaar fulltime voor de gemeente gewerkt had. Zijlstra verklaarde de weg vrij te willen maken om zich volledig te kunnen wijden aan genezingsdiensten voor volwassenen, kindergenezingsdiensten, grote seminars en conferenties.

### Conflicten in het bestuur
In juli 2011 kwam het tot een splitsing in De Levensstroom Gemeente. Op 10 juli werd er in de zondagsdienst een verklaring voorgelezen waarin stond dat Zijlstra en zijn opvolger Van der Knaap "op organisatorisch en geestelijk vlak” niet op één lijn zaten. Van der Knaap vertrok samen met de gehele leiding en een groot deel van de gemeenteleden en startte vanuit Warmond, de GODcentre-gemeente ("Gods Original Design") in Leiden. Van der Knaap, die meer dan Zijlstra de nadruk legde op de opbouw van een christelijke gemeente, stelde dat zij "in vrede uit elkaar" gingen. Zijlstra erkende het verschil in visie en zei: "De genezingsbediening nam in de gemeente altijd een belangrijke plaats in. Dat ging goed omdat ik voorganger was”. De problemen ontstonden volgens hem door de functiewisseling in 2010.
Hierna werden Rolph en Hyona Hendriks door Zijlstra aangesteld om de gemeente te leiden als voorgangersechtpaar. Zij hebben De Levensstroom omgedoopt tot Power City.

### Definitieve breuk
Ook na deze bestuurswisseling kwam het tot een verwijdering, waarvan de aanleiding onder andere lag in de penibele financiële situatie van De Levensstroom. Het conflict liep zo hoog op dat drie andere bestuursleden het vertrek van Zijlstra als bestuurslid eisten. Zijlstra stapte daarop in maart 2013 naar de rechter. Deze stelde op 24 april dat jaar Zijlstra in het ongelijk en betichtte hem van slecht en wanordelijk bestuurderschap. Het 'alomvattend leiderschap' werd hem ontzegd, waarmee hij in feite buiten de kerk kwam te staan.
Begin mei 2013 werd de breuk met De Levensstroom Gemeente definitief. Het Nederlands Dagblad meldde dat vrienden van Zijlstra een nieuwe stichting in het leven hadden geroepen voor zijn ‘genezingsbediening’, onder de naam Wings of Healing. Daarnaast was Zijlstra adviseur van verschillende gemeenten die hij had gesticht.

## Kritiek op Zijlstra
Zijlstra kreeg tijdens de campagnes die hij hield regelmatig kritiek, onder meer op de manier waarop hij de diensten invulde en om zijn Bijbeluitleg. De wijze waarop evangelist Jan Zijlstra uit Leiderdorp mensen hoop geeft op genezing is "pastoraal verwerpelijk". Ook springt Zijlstra "onvoorzichtig en onverantwoord met Bijbelteksten om". Hij doet geen recht aan de ontstaansgeschiedenis en context van de genezingsverhalen, aldus de hervormde predikant Aart Veldhuizen uit Veenwouden, die Zijlstra betichtte van "stuntwerk".
Kees van der Kooi, bijzonder hoogleraar in de theologie van de charismatische vernieuwing aan de Vrije Universiteit Amsterdam, schreef in een artikel getiteld De pastorale draaikolk van gebedsgenezing dat Zijlstra een te eenzijdige nadruk legde op wat de mens zelf aan zijn genezing zou moeten doen.
Ook van buiten de christelijke invalshoek was er kritiek op de werkwijze van Zijlstra. Zo werden in het Nederlands Tijdschrift tegen de Kwakzalverij de ervaringen van een patiënt met multiple sclerose met gebedsgenezer Zijlstra beschreven.

### Reacties
Volgens dominee Hans Eschbach, directeur van het Evangelisch Werkverband, stond bij Jan Zijlstra echter niet de genezing maar de verkondiging van Jezus Christus centraal. Zijlstra zelf benadrukte het belang van verlossing van zonde door Christus: "Een mens kan beter ziek naar de hemel gaan dan gezond naar de hel". Vanaf 2009 sprak Zijlstra in de genezingsdiensten meer over 'de weg van God bewandelen, die ook tot genezing leidt', naast de gebruikelijke handopleggingen, waarbij gebeden werd voor genezing.
Zijlstra sprak zich ook uit tegen wat hij zag als uitwassen rondom gebedsgenezing. Zo reageerde hij in januari 2009 (voorzichtig) instemmend op het voorstel van de politieke partij PvdA om de Inspectie voor de Gezondheidszorg toezicht te laten houden op zogeheten hiv-healings. In juni van dat jaar kwam Zijlstra echter onder vuur te liggen van hetzelfde PvdA-Kamerlid (Khadija Arib); zij wilde de zogeheten kinderhealings van De Levensstroom Gemeente, die zij 'heel kwalijk' noemde, ook onder IGZ-toezicht gesteld zien worden. De IGZ liet in een reactie weten al in 2004 onderzoek naar Zijlstra te hebben gedaan.

## Aandacht van de media
Met enige regelmaat was er in kranten, op radio en op tv aandacht voor De Levensstroom Gemeente en Zijlstra. Door de jaren heen groeide hij uit tot een bekende evangelist die bad met zieken. Zo zond RTV West elke zondagmorgen een gebedsdienst van De Levensstroom uit op de televisie.
In april 2007 kwam hij in het nieuws door de gebedsgenezing van Janneke Vlot uit Bleskensgraaf. Zij zat achttien jaar in een rolstoel, maar nadat er voor haar gebeden werd, waren de ziekteverschijnselen verdwenen. Haar huisarts Dick Kruijthoff, die haar ziekteverschijnselen van nabij had meegemaakt, verklaarde dat zij inderdaad na haar bezoek aan Jan Zijlstra gelijk en helemaal was genezen, waarna hij een wetenschappelijk onderzoek begon naar gebedsgenezing.

## Ziekte en overlijden
In 2004 werd Jan Zijlstra getroffen door een hartinfarct. Naar aanleiding hiervan moest hij een maand in het ziekenhuis liggen. In september 2021 werd Zijlstra met een coronavirus-besmetting in het ziekenhuis opgenomen. Op 9 september 2021 overleed Zijlstra op 82-jarige leeftijd.